# Wilfried Siewe
 (janvier 2021).
La mise en forme du texte ne suit pas les recommandations de Wikipédia : il faut le « wikifier ».
Les points d'amélioration suivants sont les cas les plus fréquents. Le détail des points à revoir est peut-être précisé sur la page de discussion.
- Les titres sont pré-formatés par le logiciel. Ils ne sont ni en capitales, ni en gras.
- Le texte ne doit pas être écrit en capitales (les noms de famille non plus), ni en gras, ni en italique, ni en « petit »…
- Le gras n'est utilisé que pour surligner le titre de l'article dans l'introduction, une seule fois.
- L'italique est rarement utilisé : mots en langue étrangère, titres d'œuvres, noms de bateaux, etc.
- Les citations ne sont pas en italique mais en corps de texte normal. Elles sont entourées par des guillemets français : « et ».
- Les listes à puces sont à éviter, des paragraphes rédigés étant largement préférés. Les tableaux sont à réserver à la présentation de données structurées (résultats, etc.).
- Les appels de note de bas de page (petits chiffres en exposant, introduits par l'outil «  Source ») sont à placer entre la fin de phrase et le point final[comme ça].
- Les liens internes (vers d'autres articles de Wikipédia) sont à choisir avec parcimonie. Créez des liens vers des articles approfondissant le sujet. Les termes génériques sans rapport avec le sujet sont à éviter, ainsi que les répétitions de liens vers un même terme.
- Les liens externes sont à placer uniquement dans une section « Liens externes », à la fin de l'article. Ces liens sont à choisir avec parcimonie suivant les règles définies. Si un lien sert de source à l'article, son insertion dans le texte est à faire par les notes de bas de page.
- La présentation des références doit suivre les conventions bibliographiques. Il est recommandé d'utiliser les modèles {{Ouvrage}}, {{Chapitre}}, {{Article}}, {{Lien web}} et/ou {{Bibliographie}}. Le mode d'édition visuel peut mettre en forme automatiquement les références.
- Insérer une infobox (cadre d'informations à droite) n'est pas obligatoire pour parachever la mise en page.

Pour une aide détaillée, merci de consulter Aide:Wikification.
Si vous pensez que ces points ont été résolus, vous pouvez retirer ce bandeau et améliorer la mise en forme d'un autre article.
Wilfried Siewe est un ingénieur allemand d'origine camerounaise, détenu pendant 21 mois en prison au Cameroun. 
Il est d'abord condamné pour avoir possédé les livres L'Urgence de la pensée de Maurice Kamto et Monnaie, Servitude et Liberté de Tchundjang Pouemi. En détention, il est de nouveau condamné pour - supposément - avoir pris part à la mutinerie de la prison centrale de Kondengui.

## Biographie

### Enfance, éducation et débuts
Wilfried Siewe est ingénieur de formation.

### Carrière
Il est responsable de projet chez Siemens en Allemagne. Son incarcération lui a fait perdre son emploi. 

## Incarcération au Cameroun durant1 an, 9 mois et 8 jours

### Contexte
L'arrestation de Wilfried Siewe se passe dans un contexte de tensions politiques au Cameroun à la suite des élections du 7 octobre 2018.

### Déroulement
L'interpellation se fait lors de vacances au Cameroun. C'est le 27 février 2019, alors qu’il a confirmé les places de sa femme et de ses enfants dans l'avion retour, que Wilfried sort faire des photos de la ville de Yaoundé pour ses enfants. Au moment de son interpellation, il faisait des photos dans la ville,. 
Dans le procès-verbal d'accusation dressé contre lui, il  est écrit  « préparatifs dangereux ». Les policiers mentionnent, comme circonstance aggravante, avoir trouvé dans son sac-à-dos des exemplaires de « L’urgence de la pensée » de Maurice Kamto et de « Monnaie, servitude et liberté » de Tchundjang Pouemi… 
Il est condamné à un an de prison par le tribunal militaire pour « insurrection, complicité de destruction de biens et rébellion ». Après une mutinerie à la prison centrale de Kondengui, il est accusé d'y avoir participé et de nouveau condamné à trois ans de prison ferme avec Serge Thomas Yemga, Sylvanus Mutagha, Christophe Chatchua et Jasmin Wafo. 
Il est libéré le 05 décembre 2020.

### Réactions
La presse,, les organisations de la société civile, des membres de la diaspora, demandent sa libération.  

### Suites
Le 28 août 2019, il est condamné à 3 ans de prison. 
Le 26 (25?) juin 2020 est prévu un procès devant la Cour d’appel du Centre à Yaoundé.

### Libération
Interpellé et mis en cage le 18 février 2019 parce que soupçonné d’appartenir à la Brigade anti-sardinard (Bas) en pleine période des marches initiées par le Mouvement pour la renaissance du Cameroun (Mrc), cet ingénieur allemand d’origine camerounaise, condamné à trois ans ferme de prison, a été libéré samedi le 05 décembre 2020,.

## Vie privée
Wilfried Siewe est marié et père de 2 enfants.

### Articles liés
- Maurice Kamto
- Sébastien Ebala